# Football Club Vestsjælland
Il Football Club Vestsjælland è stata una società calcistica danese con sede nella città di Slagelse. Ha militato anche nella Superligaen, massimo livello del campionato danese. Giocava le partite casalinghe allo Slagelse Stadion.

## Storia
Il Vestsjælland fu costituito ufficialmente il 1º luglio 2008. Pochi mesi prima, Michael Schjønberg fu presentato come direttore sportivo.
Partecipò alla Superligaen 2013-2014.
La squadra riuscì a salvarsi arrivando a quota 38 punti (nono posto) e quindi poté partecipare alla Superligaen 2014-2015.
Il 9 dicembre 2015 la società è stata dichiarata fallita.

## Allenatori
- 2008-2009  Jeppe Tengbjerg
- 2009-2011  Michael Schjønberg
- 2011-2014  Ove Pedersen
- 2014-2015  Michael Hansen
- 2015  Michael Hemmingsen

## Palmarès

### Competizioni nazionali
- 2. Division: 1

2008-2009

### Altri piazzamenti
- Coppa di Danimarca:

Finalista: 2014-2015